# Vegetatiemozaïek
Met een vegetatiemozaïek (ook wel mozaïek) bedoelt men in de vegetatiekunde een ruimtelijke patroon van verschillende vegetatietypen die als vlekken willekeurig naast en door elkaar heen groeien. 
De mozaïekvlekken kunnen aaneensluiten of los van elkaar liggen in een vroeg stadium van de successie bij pioniervegetatie. Vegetatiemozaïek is vaak te vinden op open plekken substraat (zoals bodem, rotsen, boomschors), waar pioniersoorten zich vestigen en elkaar nog niet sterk beconcurreren om ruimte en voedingsstoffen.

## Fotogalerij

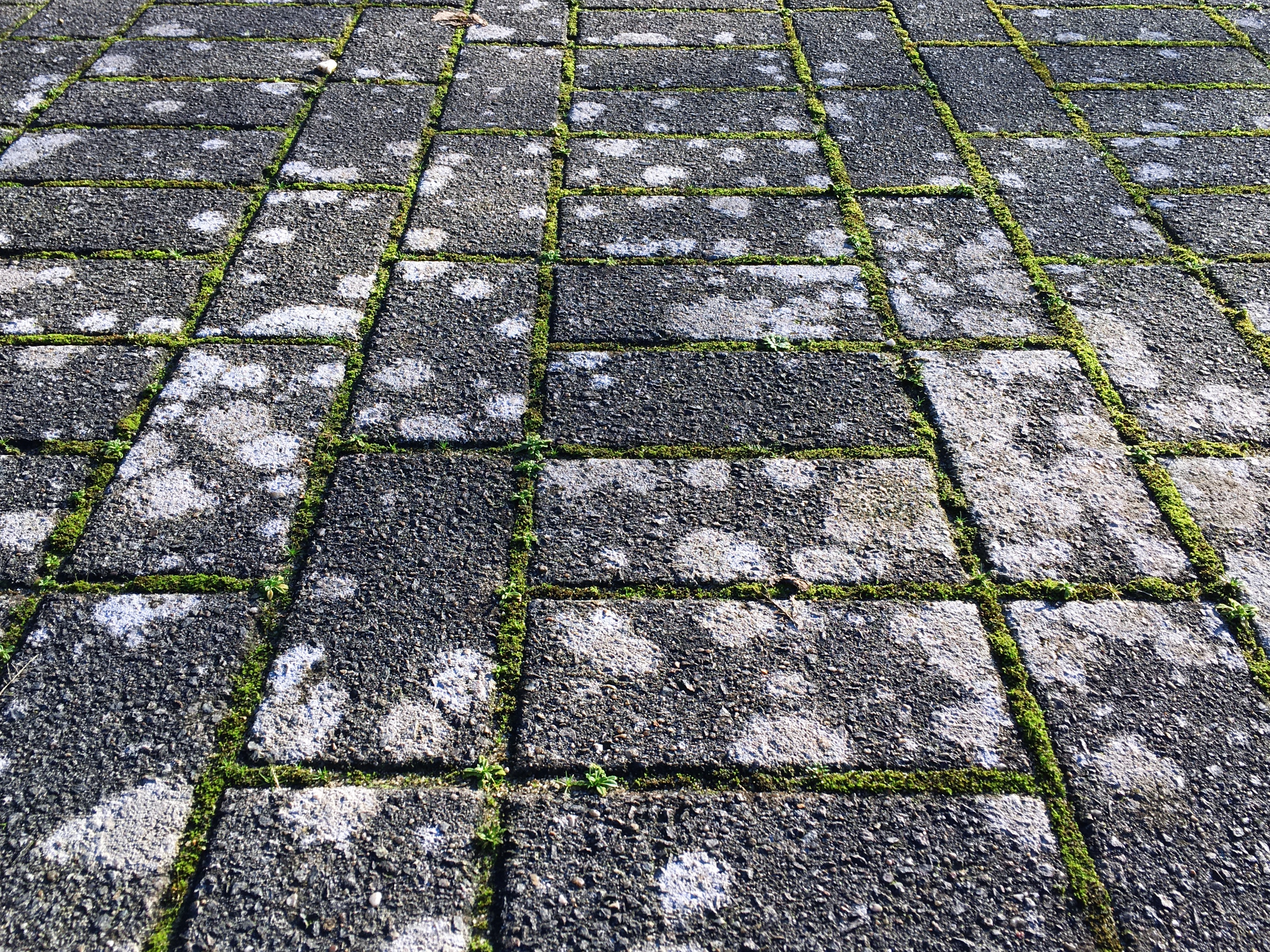
Een mozaïek op kleinschalig niveau. De dambordjes-associatie groeit hier (in de voegen) in een mozaïek met de associatie van vetmuur en zilvermos.
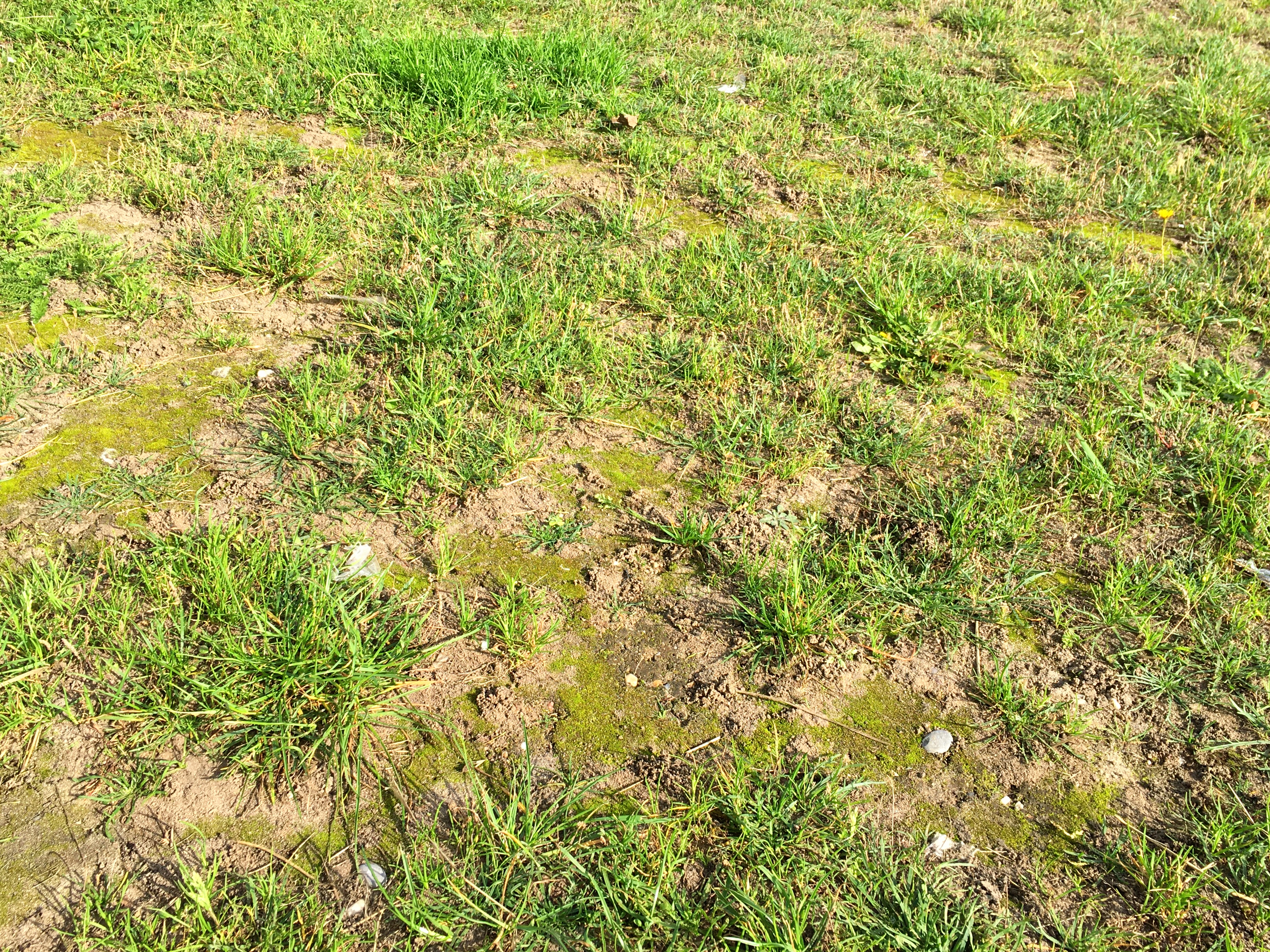
De smaragdsteeltjes-associatie in mozaïek met de associatie van Engels raaigras en grote weegbree
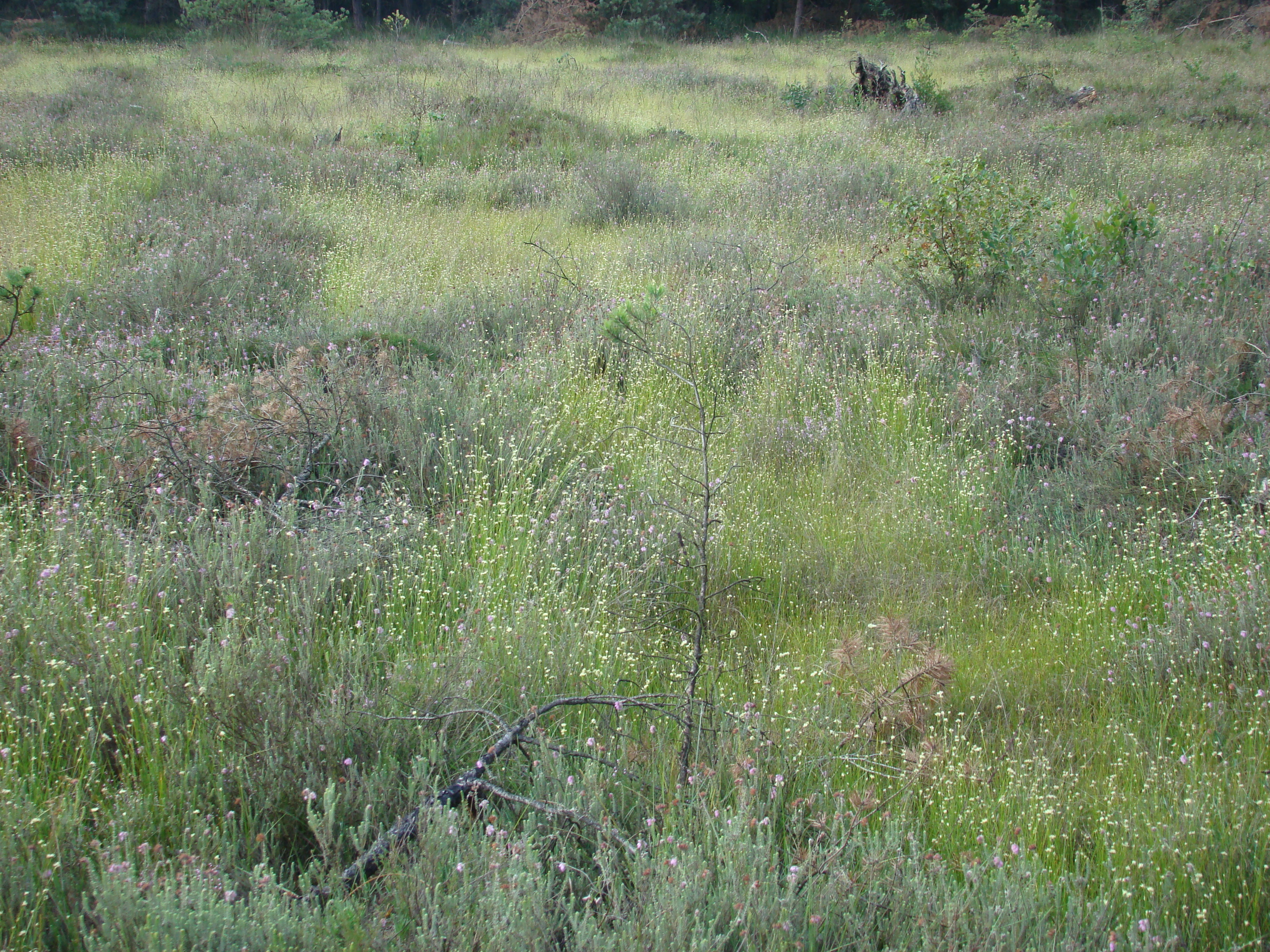
Een hoogveenmozaïek met de associatie van gewone dophei en veenmos en de associatie van veenmos en snavelbies
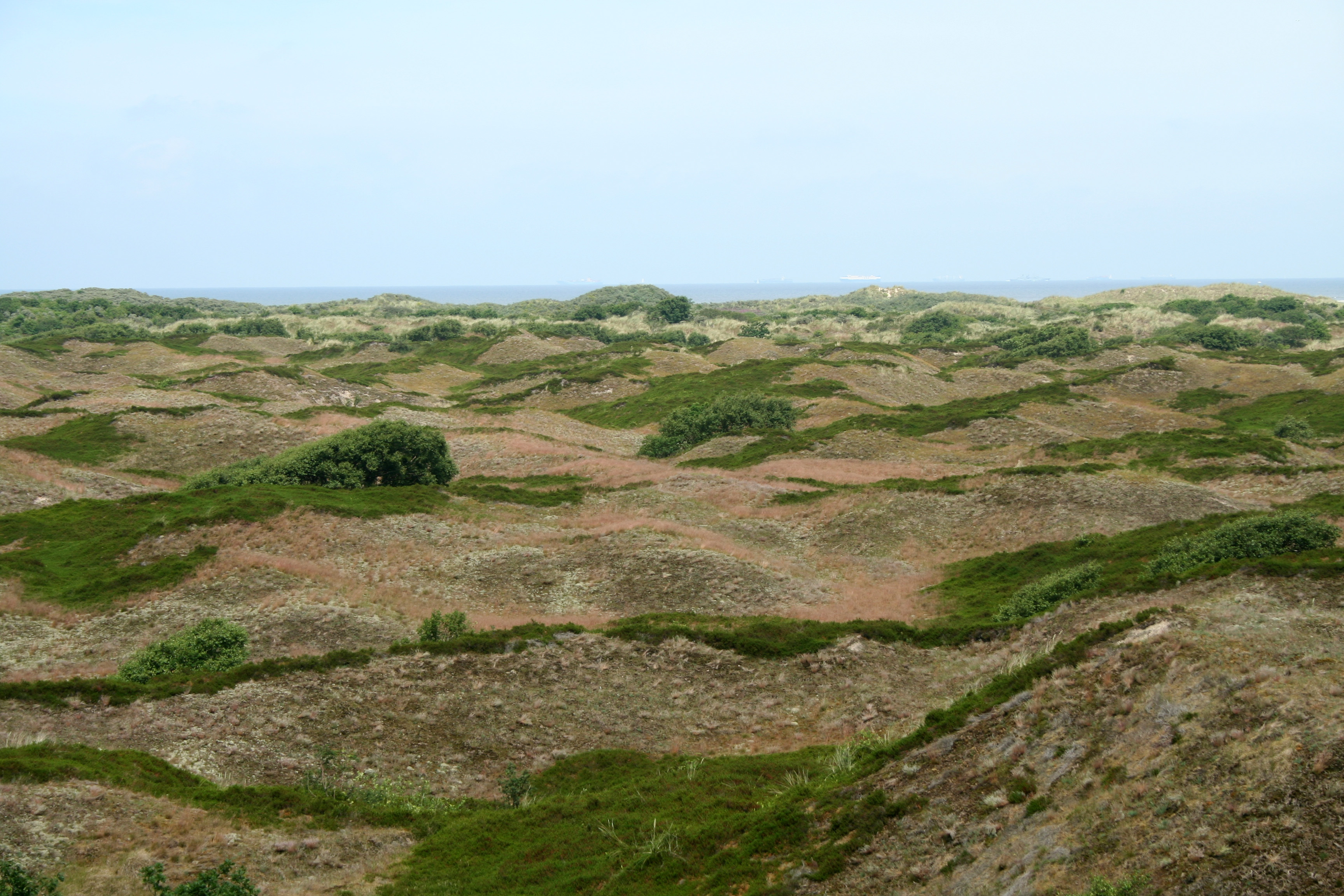
Duinmozaïek van het kraaihei-verbond en buntgras-verbond